# Mali Goli (Goli otok)
Mali Goli je majhen nenaseljen otok v Jadranskem morju, ki pripada Hrvaški. Leži v Velebitskem kanalu okoli 0,6 km jugo-jugovzhodno od Golega otoka in njegove najbolj južne točke. Površina meri 0,013 km², najvišja točka je 8 metrov nad morjem. Dolžina obalnega pasu je 0,59 km.